# Эюп-султан (Тельфс)
Эюп-султа́н (нем. Eyüp-Sultan-Moschee) — мечеть в австрийском городе Тельфс, построенная в 1998—2006 годах. Является второй мечетью в Австрии после открытого в 1979 году Исламского центра Вены.

## Строительство
Строительство мечети началось в 1998 году, а официальное открытие состоялось в 2006 году. Первоначально планировалось построить минарет высотой 29 метров, но после протеста немусульманской части города Тельфс было принято решение о строительстве 15 метрового минарета. При регистрации мечети во всех документах было прописано, что на минарете не будут установлены динамики и муэдзин не имеет права призывать на молитву с минарета. Спор вокруг минарета в Тельфсе стал известен во всей Австрии и стал темой для большого количества статей и докладов.